# カーティス・ウォーターズ
カーティス・ウォーターズ（英語: Curtis Waters、1999年12月5日 - ）はネパール出身のミュージシャン。2020年5月にリリースしたシングル「Stunnin' (feat. Harm Franklin)」はストリーミングで6,600万再生を超える。

## 生い立ち
カーティスはネパールで生まれ、ドイツとネパールとカルガリーを行ったり来たりしながら成長した。ノース・カロライナに落ち着いたのが17歳のときで、その頃からオンラインに興味をそそられるようになった。ずっと好きだったという詩を書くこととグラフィック・デザインはその過程で進化を遂げ、14歳のときにはYouTubeのチュートリアルを使ってビートを作ったり、音楽を制作したりする方法を身につけた。最初に行ったのは、SoundCloudで知り合ったアーティストたちに自分のビートを売ることだった。だが、やがてカーティスは、自分自身が歌うべきだということに気づく。タイラー・ザ・クリエイターやオッド・フューチャーにインスパイアされ、カーティスは17歳で自分自身のトラックのライティング、制作、エンジニアリングを始めた。

## キャリア
20歳になった彼のデビュー・シングル「Stunnin」は、5月にリリースされるやいなや急速に広まり、これまでで6,600万回以上再生され、ユーザー投稿ビデオは100万以上も存在する。この曲は友人のDeclan Hoyから送られたビートをベースに書いたもので、カーティスはHarm Franklinをフィーチャーして、自身のガレージでビデオを撮影。TikTokを使って大げさに宣伝し、楽曲のキャンペーンを開始した。それが成功すると、レコード・レーベルから連絡が来るようになり、6月にBMGとライセンス契約をして楽曲を100%管理した。また、6月にリリースされたセカンド・シングル「System」は、レコード・レーベルの商品のように感じた経験と、George Floydの死後に抱いた怒りに触発された曲だという。
2020年7月には3枚目のシングル「The feelings tend to stay the same」をリリース。

## ディスコグラフィー

### シングル
- 「Stunnin' (feat. Harm Franklin)」(2020)
- 「System」(2020)
- 「The feelings tend to stay the same」(2020)